# Clipgenerator

Clipgenerator es una aplicación multimedia que permite generar videoclips animados con música de fondo a partir de fotos y vídeos. El usuario sólo tiene que seleccionar las fotos y los vídeos y colocarlos en el orden deseado. Una vez que confirma la selección, las imágenes se editan automáticamente con una plantilla profesional preconfigurada que incluye transiciones, animaciones y efectos entre las distintas secuencias. Clipgenerator es hoy en día el único procedimiento estandarizado que permite utilizar legalmente música pop protegida por derechos de autor en los archivos multimedia creados por los usuarios.
La patente es propiedad de la empresa Trivid GmbH ("Tri" = "tres" en latín en referencia a 3D y "vid" por "vídeo"). Con presencia a nivel internacional con sede en Alemania, Trivid GmbH oferta servicios en línea y móviles, contenidos digitales y software para la utilización de servicios y productos multimedia en el campo de la comunicación interpersonal. La compañía desarrolla y comercializa innovadores programas de software y aplicaciones para el ámbito de Internet y de la comunicación móvil.

## Nivel de aceptación y número de usuarios
La tecnología se pone a disposición del público en forma de software de uso gratuito alojado en distintos portales, comunidades y plataformas virtuales Facebook, Myspace, MyVideo, Bebo
, Sevenload etc., y como servicio integrado en portales móviles. Se financia a través de la publicidad. En las producciones televisivas, como es el caso del programa de telerrealidad Germany's Next Topmodel, emitido por la cadena alemana Pro7-Sat1, se aplican tarifas de entre 1,99€ y 9,95 € a los videoclips musicales de alta definición, que entonces están libres de publicidad. 
Sin necesidad de publicidad ni de campañas de marketing en los buscadores, en la fase de prueba de la página oficial se crearon más de 400.000 vídeos en diez meses; en los portales en los que se ha integrado la tecnología, el número asciende a más de 100.000, aunque en algunos casos el servicio está aún en fase beta.

## Funcionamiento
Con ayuda de la tecnología Clipgenerator, un usuario sin conocimientos especializados puede crear a partir de sus fotografías digitales videoclips animados con música de fondo y añadirles texto y/o información en formato audio. 
Para que esto sea posible, se extraen las partes más reconocibles de una pieza musical, que se subdividen a su vez en varias secuencias. Para cada una de las secuencias se crea un programa de movimientos e iluminación, que se asigna a la secuencia que corresponda. Los componentes de movimiento, iluminación y música combinados de este modo, así como el texto, si procede, deben encajar entre sí, con la pieza musical completa y con el sentido del texto. Compositores y diseñadores gráficos profesionales crean estas plantillas musicales, denominadas "templates", para cada una de las piezas musicales que se ofertan. Con un programa especialmente desarrollado para ello, queda garantizado que a la o las fotos digitales asignadas a cada una de estas secuencias se aplicará siempre con precisión la animación definida en el programa. El usuario puede elegir qué imágenes, secuencias de vídeo, textos y/o elementos de audio (grabaciones de voz), desea asignar a cada plantilla musical. A partir de los contenidos creados por el usuario (fotos, vídeos, textos, indicaciones de montaje), y de la plantilla musical, el software instalado en los servidores de Clipgenerator genera automáticamente un videoclip personalizado con los efectos de edición y de animación que correspondan.
Los usuarios pueden convertir sus fotos, secuencias de vídeo, textos y grabaciones de voz en videoclips en la página web clipgenerator.com, en todas aquellas páginas en las que Clipgenerator está alojado como servicio de software, y en las plataformas móviles en las que la tecnología Cliptemplate está integrada como subsistema.

## Historia

### Cómo nació la idea
La idea inicial surgió en el transcurso de una conversación que el fundador (jurista), que ya contaba en su haber con varios inventos y patentes en los campos más diversos, mantuvo con dos estudiantes de Informática especializados en vídeo y composición. Se trataba de encontrar una nueva forma de crear vídeos de edición profesional, de desarrollar un procedimiento estandarizado que sustituyera al método individualizado que se aplicaba hasta el momento, que requería mucha producción y resultaba muy costoso. En la fase inicial, se dedicaron a evaluar datos analíticos de temas musicales y asignaron estos datos a marcadores visuales y puntos de conversión concretos a nivel visual y contextual. De esta forma, pretendían generar un proceso de automatización individualizado para la edición de vídeos y películas por cada archivo musical.
Las soluciones disponibles en aquel momento (como los paquetes de software para la creación de presentaciones de diapositivas sencillas o los productos Flash en línea), no permitían realmente realizar tareas de montaje, ni sincronizar la música de fondo con la secuencia de imágenes. Por otro lado, los paquetes de software profesionales utilizados por los diseñadores gráficos y de animación en 3D y por los productores de vídeos resultaban caros y exigían un alto nivel de conocimientos y mucho tiempo de dedicación por parte del usuario. Para solucionar este problema, se buscaba un procedimiento que:
- Permitiese crear vídeos musicales en los que se pudieran sincronizar la edición y la música.
- Se pudiera ofrecer al usuario la posibilidad de utilizar legalmente temas musicales protegidos por derechos de autor.
- Hiciera posible crear videoclips con formato de entrada y de salida abiertos.

### Desarrollo del producto
Para desarrollar un procedimiento estandarizado de este tipo, que pudiera reconocer, analizar y aplicar al instante las características de audio y visuales de un proceso activo en un plano secundario, era necesario tener conocimientos tanto sobre el desarrollo de aplicaciones back-end, granjas de render para vídeo, bases de datos y aplicaciones front-end como sobre tecnologías de creación de vídeos por scripts y programaciones plug-in. Tras dos años de trabajo, nació el primer prototipo de software back-end (granja de render para vídeo) y de análisis de archivos de vídeo y música. Al proyecto se unirían más adelante otros estudiantes de la Universidad de Karlsruhe y algunos profesores (de Informática, Electrotécnica, Economía de la información), que contribuyeron al desarrollo y a la gestión de la compleja estructura, tanto por el lado de las operaciones internas del sistema (back-end) como por el de las interfaces de usuario (front-end). 
La patente se registró finalmente el 31 de agosto de 2006.
Esta primera versión (V1) se colgó por primera vez en la red en 2006. Para completar el desarrollo global de la aplicación fue preciso adentrarse en nuevos ámbitos: know-how empresarial, gestión de los derechos de autor en el ramo de la música y del entretenimiento, etc. Y así se consiguió colgar el primer catálogo de plantillas musicales con autorización de uso, que incluía aproximadamente 150 títulos.
Hasta finales de 2007, los dos fundadores del proyecto financiaron el desarrollo, las inversiones y el registro de patentes con sus propios fondos. En 2008 consiguieron el apoyo de un inversor para aplicar lo conseguido hasta el momento a los dispositivos móviles, tarea en la que colaboraron la Hochschule der Medien (Universidad de los Medios) de Stuttgart y un equipo de expertos de un prestigioso operador de red. El objetivo: avanzar en el desarrollo de máquinas virtuales, de la tecnología de creación de vídeos y de sus funciones. Se buscaba sobre todo mejorar el reconocimiento y el análisis de las imágenes; adaptar la aplicación a estándares extendidos (Flash, Flex, Ajax, entorno 3D); añadir a las plantillas nuevos parámetros, elementos, efectos de imagen, transiciones, codificación; poder crear animaciones "keyframe" y renderizaciones en tiempo real; automatizar por completo el análisis de los archivos de audio y aprovechar el potencial de las nuevas posibilidades de renderización con GPU.
En octubre de 2008 se lanzó en fase beta la nueva versión (V2), con un cliente Flex.

## Formas de utilización

### En el ámbito privado
El usuario que crea sus propios videoclips de forma gratuita puede:
- Enviárselos a otras personas por medio de un hipervínculo. Los destinatarios pueden ver el videoclip y descargarlo, si lo desean.
- Colgarlos en Internet, ya sea en su propia página web o en comunidades como YouTube, p. ej.
- Guardarlos en medios de almacenamiento multimedia.
- Utilizarlos en su teléfono móvil, también en combinación con melodías.

### En el ámbito empresarial
La herramienta Clipgenerator se puede incorporar también como solución de "etiqueta blanca" a las páginas web de otras compañías. Para ello, la página web interactiva de Clipgenerator se integra en la página de Internet que corresponda como widget (iFrame o ventana emergente), copiando las líneas HMTL en dicha página. En estos casos, Clipgenerator pone a disposición de las empresas funciones de facturación y de publicidad viral ("Enviar a un amigo"). Las empresas utilizan este sistema integrado para incorporar a su página web, portal o plataforma contenido creado por los usuarios en formato de videoclip. Los usuarios de este tipo de páginas web pueden combinar sus imágenes con las plantillas de vídeo y música desarrolladas por Trivid para crear un vídeo personalizado, que pueden colgar como archivo visualizable directamente en el portal o descargable. Es frecuente que las empresas ofrezcan a sus usuarios una colección de imágenes de la propia empresa. De este modo, el vídeo Clipgenerator se puede convertir en una vía adicional de promoción por merchandising o utilizarse en marketing como una forma de publicidad viral.

## Seguridad jurídica de la tecnología Cliptemplate
Gracias a la tecnología Cliptemplate, es posible incluir legalmente temas musicales protegidos por las leyes de la propiedad intelectual en contenidos en línea y móviles creados por los usuarios: los titulares de los derechos de autor de todos los títulos musicales que se ofertan en el catálogo han autorizado de antemano el uso de sus obras. Los usuarios no pueden modificar las plantillas musicales, lo que garantiza la exactitud de las facturas en los distintos niveles de utilización. El sistema de contratos, facturas e informes es responsabilidad del proveedor de los contenidos.

## Galardones y premios
Premio IMEA a la innovación en música y entretenimiento (Popkomm Berlín 2007)
Innovators Award (Cebit, 2007), subcampeón en la categoría "Contenido móvil"
Convergators Award 2006: entre los tres primeros finalistas en la categoría "Vida digital"
Constantinus 2006 (premio nacional austriaco): entre los tres primeros finalistas
Deutscher Multimedia Award 2005: finalista en la categoría "Publicidad/relaciones públicas" (criterios de selección: concepto/idea, utilidad, innovación, diseño, impresión general).